# Bassethund
Hunderacen bassethund (engelsk: Basset Hound) er en drivende jagthund, hvilket betyder, at den først og fremmest er avlet til at fange et duftspor og følge det (i det her tilfælde i en større flok) end selve det at jage byttet.
Originalt var den avlet i Frankrig og derefter videreudviklet i England til det, vi kender i dag.

## Historie
Ordet "bas" betyder på fransk "lav til jorden" eller simpelt "lav", hvilket kan gøre det svært at finde ud af, præcis hvornår bassetten først var avlet, da mange forskellige hunderacer blev kaldt basset, forudsat de blot var lavbenede. Det menes dog normalt, at en af de tidligste tekster, der omtaler hunderacen, er i Fouillouxs bog, "Le Venerie de Jaqoes du Fouilloux", skrevet omkring 1585. Den nævnes igen i 1850 i bogen Chiens de Chasse.
Først i 1866 blev hunderacen importeret til England af lord Galaway, som så senere ville skabe bassettens fodfæste i England og avle de hunde, alle nutidens bassetter stammer fra. I 1958 kom racen til Sverige ved ejerne Ulla og Erik Petterson. Bassethunden blev bragt til Danmark omkring 1959 fra England af Esja Ries og hendes mor. Omkring 1960 kom hunderacen nok til Nøtterøy i Norge via Sverige.